# Стадион Аеродром
Стадион ФК БСК Батајница или Стадион аеродром је стадион ФК БСК Батајница у Батајници. Капацитет стадиона је око 2.500 места и има само западну трибину без столица. Стадион је саграђен 1925. године. У склопу стадиона се налази помоћни терен и балон за тренирање. Цео спортски комплекс је реновиран 2013. године.